# Betty Friedan
Betty Friedan, născută Betty Naomi Goldstein (n. 4 februarie 1921, Peoria, Illinois, SUA – d. 4 februarie 2006, Washington, D.C., District of Columbia, SUA), a fost o activistă feministă și publicistă americană, evreică de origine, una din principalele ideoloage ale feminismului. Jurnalistă, activistă și co-fondatoare a Organizației Naționale pentru Femei, Betty Friedan a fost unul dintre primii lideri ai mișcării pentru drepturile femeilor din anii 1960 și 1970. Cea mai bine vândută carte din 1963, The Feminine Mystique, a dat glas frustrărilor milioanelor de femei americane cu rolurile lor limitate de gen și a contribuit la declanșarea unui activism public larg răspândit pentru egalitatea de gen.

## Familia, anii de tinerețe si studiile
Betty Friedan s-a născut ca Betty Naomi Goldstein la Peoria, Illinois, ca fiica mai mare dintre cei trei copii ai familiei lui Harry Goldstein, bijutier, imigrat din Rusia, și a soției sale, Myriam, născută Horwitz. Boala tatălui ei a făcut ca mama, Myriam, care până atunci scria o rubrică de societate într-un ziar local, să trebuiască să lucreze în afara casei, ceea ce i-a dat multă satisfacție. Betty Naomi Goldstein a studiat la liceul Peoria, apoi la Colegiul pentru fete Smith unde a devenit activă în cercuri marxiste și ale tineretului evreiesc. Încă în timpul anilor de liceu, a luat parte activă la redactarea unei gazete școlare. Studentă eminentă, și-a terminat studiile, materia de bază psihologie, cu distincția summa cum laude în anul 1942.
În continuare, ea a studiat psihologia la Universitatea Berkeley, dar, în cele din urmă a refuzat o bursă ce i se oferise pentru prelungirea studiilor, deoarece a optat pentru cariera de ziaristă în cadrul unor gazete de stânga și sindicale.
Din vremea studiilor ramas cu sentimente de dezamăgire față de abordarea psihologiei feminine de către Freud, in schimb a fost cucerită de ideile lui Hannah Arendt si Theodor Adorno.

## Anii de maturitate și de activitate obștească
În anul 1947 s-a căsătorit cu Carl Friedman, om de teatru și de afaceri, care a lucrat în domeniul publicității și, împreună, au hotărât să elimine litera m din numele de familie, schimbându-l in Friedan. Căsnicia, disturbată uneori de acte de violență din partea soțului, a durat douăzeci și doi de ani (până în 1969), timp în care perechea a avut și crescut trei copii.
În 1952, când a fost gravidă cu al doilea copil, Betty Friedan a fost concediată de la ziarul „UE News”.
În următorul deceniu ea a rămas casnică. În nenumărate rânduri i s-a acordat ocuparea unui post universitar, aceasta a predat la Universitatea New York și la Noua Școală de Cercetări sociale (New School), de asemenea a lucrat ca publicistă și scriitoare "free-lancer". 

## „Mistica feminității”
La întâlnirea de 15 ani a promoției ei de la colegiul Smith, Betty Friedan a făcut un sondaj de opinie despre două sute de absolvente în legătură cu perioada studiilor, viața de după terminarea colegiului și gradul de satisfacție în viață. Rezultatele sondajului, care indica potențialul personal nerealizat al absolventelor și al studentelor de la Colegiul Smith , Friedan a încercat să le publice într-o publicație pentru femei în anul 1958. Dar redactorii revistei nu au acceptat să-l dea publicității fără modificări, fiindcă li s-a părut „prea feminist”. Friedan nu a acceptat să-i schimbe conținutul și s-a hotărât să-l publice în cadrul unei cărți.
Cartea, pe care Betty Friedan a dedicat-o "problemei" pe care a denumit-o "fără nume",  a apărut în 1963 sub titlul  „The Feminine Mystique” (Mistica feminității) s-a bucurat de un mare succes, devenind un best-seller, vânzându-se în trei milioane de exemplare și care continuă să fie considerat una dintre cele mai influente cărți de non-ficțiune ale secolului al XX-lea. În ea autoarea descrie activitatea unor femei în societăți industriale, și viața femeilor casnice, ajungând la concluzia că profesia de casnică pe o normă întreagă, duce la o viață sufocantă, după aprecierea ei, ca într-un fel de „lagăr de concentrare confortabil”. Friedan a susținut că femeile erau victimele unul sistem pervaziv de iluzii și false valori care le solicita să-și găsească realizarea și identitatea proprie în mod vicariant, prin mijlocirea soților și copiilor lor. 
Mistica feministă urmărește spiritul militant feminist care se luptă cu un construct social care nedreptățește și separă femeia în contextul afirmării profesionale. Această separație este definită de autoare ca fiind una extrem de rigidă, femeii fiindu-i atribuit exclusiv spațiul privat. Totodată, cartea condamnă educația primită de femei, efectul mass-media și modul în care aceasta portretizează o imagine nerealistă a femeii în societate, femeia fiind limitată la spațiul privat și la statutul de gospodină. 

## Lidera feministă

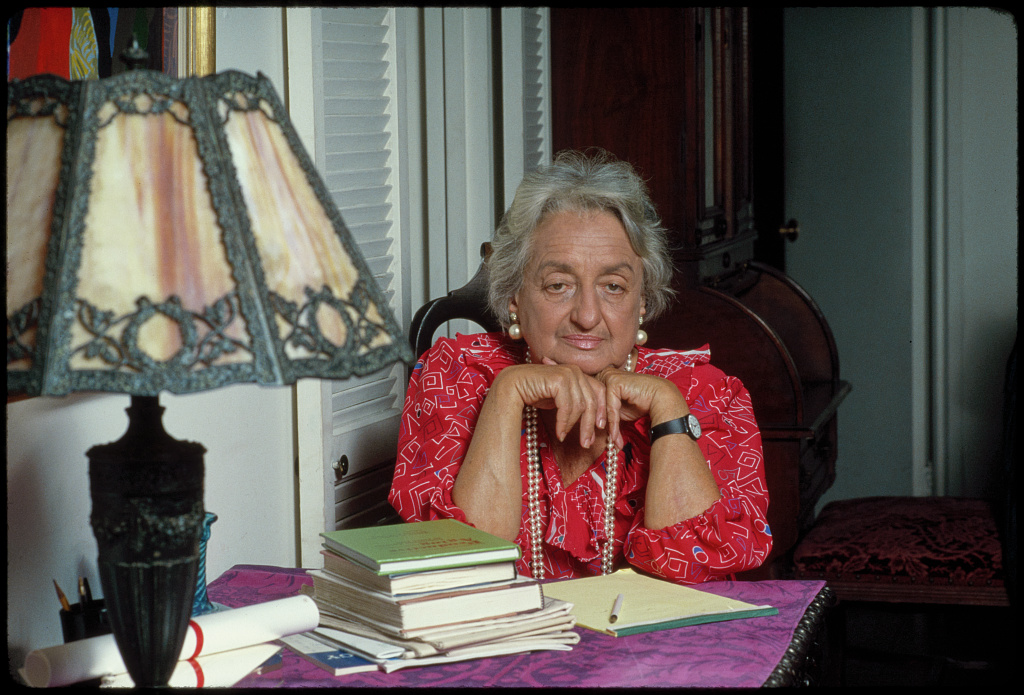
Betty Friedan în 1987

Friedan este o co-fondatoare în 1966 a Organizației Naționale a Femeilor care a luptat pentru egalitatea în spațiul muncii, sesizarea discriminărilor la angajare și s-a ocupat cu realizarea studiilor care urmăreau câte femei ocupau posturi de decizie în cadrul diferitelor companii. Organizația și-a asumat responsabilitatea de a milita pentru angajarea femeilor în munci creative, a scos astfel în evidență faptul că majoritatea femeilor aveau locuri de muncă de rutină. NOW a condus o mișcare de protest în ceea ce privește reformele legislative legate de problema divorțului și a căsătoriei, introducerea unor locuri și spații de joacă pentru ca mamele singure să își poată lăsa copiii în timp ce acestea erau la muncă. 
În cartea  „Aceasta mi-a schimbat viața” (It changed my life) ea a chemat la o schimbare de atitudine in sânul mișcării feministe, în sensul sprijinirii nevoilor familiilor și a drepturilor atât ale femeilor cât și ale bărbaților de a se elibera de rolurile impuse de societate în trecut, de asemenea a avertizat împotriva retoricii ostile față de bărbați și a subordonării luptei feministe lozincilor activismului pentru drepturile lesbienelor. 
Altă carte a lui Friedan, „Fântâna vârstei” (The Fountain of Age)  este dedicată psihologiei înaintării în vârstă.
Împreună cu Pauli Murray (1910-1985), cea dintâi femeie pastor episcopalian de origine afro-americană, Betty Friedan a întemeiat Organizația națională pentru Femeile americane (National Organization for Women) NOW și a fost aleasă prima ei președintă între anii 1966-1970. Organizația a militat pentru egalitatea șanselor pentru femei, în domeniul brațelor de muncă, și al vieții politice.De asemenea, Friedan a luat parte în 1969 la întemeierea organizatiei  National Abortion Rights Action League (Liga națională de acțiune pentru dreptul la avort) care a susținut dreptul femeilor de a-și întrerupe sarcina. 
Organizația NOW a contribuit la întărirea aplicării paragrafului VII al Actului drepturilor civile din 1964 care interzice discriminarea lucrătorilor pe bază de sex. Comisia pentru oportunități egale a impus, în urma eforturilor NOW, publicarea de anunțuri de lucru la ambele sexe. De asemenea a luptat pentru concedii plătite de maternitate și naștere, pentru organizarea de facilități adecvate de îngrijire a copiilor ale căror mame sunt în câmpul muncii.
Ea a militat împotriva vechii prejudecăți după care femeia trebuie să aleagă între căsnicie și maternitate, pe de o parte, și angajarea serioasă într o carieră profesională sau în câmpul muncii, pe de altă parte”.
La 26 august 1970 (ziua aniversării a 50  ani de la acordarea egalității de vot femeilor din USA), Betty Friedan a organizat pe  cuprinsul SUA Greva Femeilor pentru Egalitate, în cadrul careia circa zece mii femei au demonstrat pe Fifth Avenue la New York .
În 1971 împreună cu 'Bella Abzug și Shirley Chisholm, Betty Friedan a convocat Adunarea națională politică a grupului de presiune feminin National Women’s Political Caucus, unde sub lozinca
„Faceți politică, nu cafea” a chemat publicul femeilor să participe activ la alegeri și la convențiile naționale. Ea însăși a activat în cadrul Partidului Democrat, care a ajuns  în 1976 la o proporție de jumătate din delegați provenind din rândurile femeilor.
Ea a fost o feministă care nu se opunea pornografiei și era contra cenzurării acesteia.

## Distincții și gesturi omagiale
- 1975 - Umanistul anului -  aleasă de Asociația Umanistă Americană
- Doctor honoris causa al Colegiului Smith
- membră a conducerii naționale a Mișcării Cercetașelor (Scout Girls)

## Scrieri
- 1963 - The Feminine Mystique (Mistica feminității), Norton, New York
- 1976 - It Changed My Life. Writings on the Women's Movement (Aceasta mi-a schimbat viața. Scrieri despre mișcarea feministă), Random House, New York.
- 1981 - The Second Stage (A doua etapă), Summit Books
- 1993 - The Fountain of Age (Fântâna vârstei)
- 1997 - Beyond Gender (Dincolo de gender)
- 2000 - Life So Far (Viața până acum), memorii, Simon&Schuster, New York

## Legături externe
- Materiale media legate de Betty Friedan la Wikimedia Commons
- Marion Kaplan- art. Betty Friedan în Enciclopedia Femeilor evreice - in engleză
- Betty Friedan in Encyclopedia of World Biography
- https://www.womenshistory.org/education-resources/biographies/betty-friedan